# Liste des principales œuvres pour violoncelle solo
Cet article est une liste d'œuvres notables pour violoncelle seul, classées par nom du compositeur.

## A
- Joseph Abaco
  - (11) Caprices
- Samuel Adler
  - Sonata (1965)
- Kalevi Aho
  - Solo IV (1997)
- Hugh Aitken (en)
  - For the Cello (1980)
- Franghiz Ali-Zadeh
  - Ask Havasi (extrait du cycle Silk Road) (1998)
  - Oyan (2005)
- Maarten Altena (en)
  - Figura (1993)
- Georges Aperghis
  - Quatre Récitations (1980)
  - Sonate (1994)
- Gilbert Amy
  - Quasi Scherzando
- Tanya Anisimova (en)
  - Sufi Suite
  - Song on Mt. San Angelo
- Gheorghi Arnaoudov (en)
  - Kells (1999)
- Violet Archer
  - Improvisation (1983)
- Malcolm Arnold
  - Fantasy  (1987)
- Lera Auerbach
  - Sonata, Op. 72 (2003)

## B
- Johann Sebastian Bach
  - Suites pour violoncelle seul (c. 1720)
  - Sonates et partitas (originellement pour violon solo)
- Nicolas Bacri
  - Suite , Op. 31, nº 1 Preludio e metamorfosi (1987–94)
  - Suite , Op. 31, nº 2  Tragica (1991–93)
  - Suite , Op. 31, nº 3 Vita et Mors (1991–93)
  - Suite , Op. 50, nº 4 (1994–96; écrit pour Emmanuelle Bertrand)
- Henk Badings
  - Sonata nº 2
- David N. Baker (en)
  - Sonata (1990)
- Don Banks
  - Sequence (1967)
- Gennady Banshchikov
  - Concerto for cello nº 3 pour violoncelle seul (1965)
- Granville Bantock
  - Sonata in G minor (1924)
- Rami Bar-Niv (en)
  - Improvisation
- Arnold Bax
  - Rhapsodic Ballad (1939)[1]
- Conrad Beck
  - Epigrams  (pour Paul Sacher)
- Grant Belgarian
  - Elegy for solo cello
- Paul Ben-Haim
  - Music  (1974)
- Richard Rodney Bennett
  - Partita (2001)
  - Sonata
  - Scena II (1973)
- Niels Viggo Bentzon
  - Sonata, Op. 110 (1956)
  - Variations on "The Volga Boatmen", Op. 354 (1974)
  - 16 Etudes, Op. 464 (1984)
  - Sonata, Op. 110
- Esteban Benzecry
  - Suite "Prisme du Sud (1970)
- Michael Berkeley (en)
  - Iberian Notebook Suite (1980)
- Luciano Berio
  - Les mots sont allés (1978; pour Paul Sacher)[2]
  - Sequenza VIb (1981)
  - Chanson pour Pierre Boulez (2000)
  - Sequenza XIV (2002)
- Gunther Bialas
  - Romanze (pour Hoelscher) (1987)
- Ernest Bloch
  - Suite nº 1  (1956) (écrite pour Zara Nelsova)[3]
  - Suite nº 3 (1957) (écrite pour Zara Nelsova)[3]
  - "Schelomo : Rhapsodie Hébraïque"
- William Bolcom
  - Suite in C minor (1994)
- Ennio Bolognini (en)
  - Adagio and Allegro
  - Fiesta Baska - Lamada Montanesa
  - Seranata de Bolonini
  - Seranata del Eco
  - Serenata Del Gaucho
  - Prelude and Fugue on a theme of Purcell
  - Cello's Prayer
- Sergei Bortkiewicz
  - Suite, Op. 41
- Hans Bottermund (en) - Janos Starker
  - Variations on a Theme by Paganini
- Hendrik Bouman
  - Suite in D major (2003)[4]
- Reiner Bredemeyer (1929–1995)
  - Solo 1 (1973)
  - Solo 6 (1980; écrit pour H.J. Scheitzbach)
- Benjamin Britten
  - Suite pour violoncelle n° 1, Op. 72 (1964)
  - Suite pour violoncelle n° 2, Op. 80 (1967)
  - Suite pour violoncelle n° 3, Op. 87 (1972)
  - Tema "Sacher" (pour Paul Sacher)
- Stephen Brown
  - Cello suites Takkakaw Falls (2003, 2004) Fire (2005, revised 2012) There Was a Lady in the East (2007) Lilies and the Roses (2011, révisé en 2013) Magneto (2012) Flowers of the Forest (2013)

- Leo Brouwer
  - Sonata  (1960)[5]
- Mikhail Bukinik
  - 4 Concert Etudes  (nº 4 en fa mineur)
- Sylvano Bussotti
  - Deborah Parker (1987)
  - Variazione
- Yuri Butzko
  - Partita for solo cello

## C
- John Cage
  - One8 (1991)[6]
  - 59½ Seconds  (1953)
  - Atlas Eclipticallis (1961)
  - Variations I (1958)
  - Etudes Boreales (1978)
- Elliott Carter
  - Figment (1994)
  - Figment nº 2, Remembering Mr. Ives (2001)
- Gaspar Cassadó
  - Suite  (1926)
- Geghuni Chitchjan
  - Sonata for solo cello (1983)
- Frédéric Chopin
  - Etude in A major, op. 25, nº 1 (trans. Cassadó)
- Nigel Clarke
  - Spectroscope (1987)
- Grant Colburn (en)
  - Sonata in D minor for baroque cello or viola da gamba (2009)
- Michael Colgrass
  - Wolf (1975)
- Giuseppe Colombi (en) (1635–1694)
  - Chiacona a Basso Solo (1670)
  - Toccata da Violone Solo (Toccata ) (1670)
- John Corigliano
  - Fancy on a Bach air (1997; créé par Yo-Yo Ma)
- Henry Cowell
  - Gravely and Vigorously (Hymn & Fuguing Tune nº 17) (1973; en mémoire de Kennedy)
- George Crumb
  - Cello Sonata (1955)
- César Cui
  - Orientale

## D
- Luigi Dallapiccola
  - Adagio (1947)
  - Ciaccona, Intermezzo e Adagio (1945)
- Jean-Luc Darbellay
  - Solo (1997)
- Michael Daugherty
  - Jackie's Song (2000)
- Johann Nepomuk David
  - 2 Solo Sonatas
- Mario Davidovsky
  - Synchronisms nº 3 (1964), et son électronique
- Robert deMaine (en)
  - Twelve Études-Caprices, Op. 31 (1999)
  - Unaccompanied Sonata
- Edison Denisov
  - Cadenzas pour les deux concertos pour violoncelle en ré majeur et en ut majeur de Haydn (1982)
- Patrick van Deurzen (en)
  - Monologue (2011)
- David Diamond
  - Sonata for Violoncello Alone (1959)
- Friedhelm Dohl (en)
  - Fantasie - Kadenz
  - Klezmeriana for solo cello (1983)
- Franco Donatoni
  - Lame (1982)
- John W. Downey (en)
  - Lydian Suite (1975)
- Zsolt Durkó
  - Suite nº 1 (1979)
- Pascal Dusapin
  - Incisa, pour violoncelle (1982)
  - Item, pour violoncelle (1985)
  - Invece, pour violoncelle (1991)
  - Immer, pour violoncelle solo (1996)
- Henri Dutilleux
  - Trois Strophes sur le nom de SACHER (1976–82) (pour Paul Sacher)

## E
- David Eby
  - Celtic Passage
- Gerald Eckert (en)
  - Nôema (1992/93)
- Søren Nils Eichberg
  - Variations on a theme by Niccolo Paganini (2005)
- Hans Ulrich Engelmann (en)
  - Mini-music to Siegfried Palm, op. 38 (1970)
- Einar Englund
  - Suite (1986)
- Gottfried von Einem
  - Music, op. 108 (1996)
- Iván Erőd
  - Hommage à Beethoven, op. 24 (Rhapsodie pour violoncelle seul sur des Thèmes de la Sonate, op. 102/1 de Ludwig van Beethoven) (1977)
- Pozzi Escot (en)
  - Sonata (2002)

## F
- Morton Feldman
  - Projection I (1950)
  - Intersection IV (1953)
- Ross Lee Finney
  -  Chromatic Fantasy in E (1957)
- Graciane Finzi
  - Theme and Variations to el cant dels ocells
- Ielena Firsova
  - The Rest is Silence (2002)
- Luboš Fišer (1935–1999)
  - Sonata (1987)
- Tom Flaherty (en)
  - Semi-Suite (1990)
  - Remembrance of Things Present (2006)
- Alexandra Fol
  - Almost Serial (1999)
- Carlo Forlivesi (en)
  - Più Mesto for 2-bow solo cello (2003)
- Wolfgang Fortner
  - Suite (Schott) (for Paul Sacher)
  - Zum Spielen für den 70. Geburtstag: Theme and Variationen (1976)
- Ilse Fromm-Michaels
  - Suite, Op. 15 (Sikorski)
- Rudolf Escher
  - Sonata (1955)

## G
- Domenico Gabrielli
  - Seven Ricercari (1689)
- Hans Gál
  - Sonate pour violoncelle solo op.109a (1982)
- Orlando Jacinto Garcia (en)
  - Crystalline Sounds of the Night
- Ada Gentile
  - Pervioloncellosolo () (1996)
- Michael Gielen
  - Weitblick Sonata (1991)
- Alberto Ginastera (1916–83)
  - Puneña nº 2, Op. 45 (Hommage à Paul Sacher)
- Bruno Giner
  - Sol y Tierra (hommage à Pau Casals)
- Detlev Glanert
  - Fünf Wüstenlieder (five Desert Songs) (1999)
- Philip Glass
  - Songs and Poems (en 7 mouvements) (2007)
- Friedrich Goldmann
  - Cellomusik (1974)
- Marin Goleminov (en)
  - Sonata (1969)
- Osvaldo Golijov
  - Omaramor (1991)
- Andrei Golovin
  - Elegy pour violoncelle seul (1988)
- Yevgeny Golubev
  - 2 Etudes pour violoncelle seul, Op. 46 (1961)
  - Concert Aria pour violoncelle seul (1961)
- Leonid Grabovsky (en) (Hrabovsky)
  - Hlas I (1990)
  - Voices pour violoncelle seul (1990)
- Jorge Grundman
  - Terezin Through the Eyes of the Children pour violoncelle seul (2012)
- Friedrich Grützmacher
  - Daily Exercises for the Cello, op. 67
  - 24 Etudes for Cello, op. 38
- Sofia Gubaidulina
  - Ten Preludes (1974)
  - Quaternion pour violoncelle seul

## H
- Alois Haba
  - Fantasy in quarter-tones (1924)
- Daron Hagen
  - Suite (1985)
  - Higher, Louder, Faster, an editorial etude (1987)
- Cristobal Halffter
  - Variations on the theme eSACHERe (for Paul Sacher)
- Hermann Haller (en)
  - Trois pieces pour violoncelle seul (3 pieces )
- Georg Friedrich Haendel
  - Air and Variations "The Harmonious Blacksmith"  tiré de la Suite pour clavecin en mi majeur, HWV 430 arr. Cassadó
  - Passacaglia - Theme and Variations (arr. Zinoviy Dynov basé sur la version Halvorsen)
- John Harbison
  - Suite (1994)
- Jonathan Harvey
  - Curve with Plateaux pour Helen Verney (1983)
- Teppo Hauta-aho (en)
  - Improvatio (1971)
- David Philip Hefti (en)
  - Ritus - 4 Dance Collages (2007)
- Bernhard Heiden (en)
  - Variations on "Lilliburlero"
- Paavo Heininen
  - Cantilena I, Op. 24c (1970)
  - Cantilena II, Op. 26 (1970)
  - Poesie des pensées, Op. 23 (1970)
- Hans Werner Henze
  - Serenade (1949)
  - Capriccio (pour Paul Sacher) (1976/1981)
- Michael Hersch
  - Sonata nº 1 (1994)
  - Sonata nº 2 (2001)
- Kenneth Hesketh
  - Die hängende Figur ist Judas (Drei Perspektiven) (1998)
- Jacques Hétu
  - Variations, Op. 11b (1967)
- Gilad Hochman (en)
  - Rhapsody  (2003)[7]
- Jennifer Higdon
  - Suite (2002)
- Paul Hindemith
  - Sonata, Op. 25, nº 3 (1923)
- Joel Hoffman
  - Concert-Study (Fantasie) (1977)
  - unaccompanied minor (2007)
- York Höller (en)
  - Sonata (1968)
- Heinz Holliger
  - Chaconne  (for Paul Sacher) (1975)
  - Trema (1981)
- Vagn Holmboe
  - Sonate pour violoncelle seul (nl), M. 241 (1968-69)
- Imogen Holst
  - Fall of the Leaf
- Joaquim Homs
  - Arbres al vent (1992)
  - Soliloqui num. 4 (1994)
  - Capvespre vora el mar (1994)
- Arthur Honegger
  - Paduana in G major, H.181 (1945)
- Alan Hovhaness
  - Yakamochi, Op. 193 (1965)
- Edgar Hovhanessian (Oganesyan)
  - Sonata for solo cello (1970)
- Klaus Huber
  - Transpositio ad Infinitum für ein virtuoses Solocello (pour Paul Sacher)
- Nicolaus A. Huber (en)
  - Der Ausrufer steigt ins Innere (1984)
- Tobias Hume
  - Kleine Stücke für Cello solo (Small pieces ) Book 1 (originellement pour viole de Gambe) (arrangé par Sabina Lehrmann)
  - (Cello solo pieces) Book 2
- Bertold Hummel
  - Fantasia I in G, Op. 77d1 (1952)[8]
  - Fantasia II in memoriam Pablo Casals, Op. 97a (1993)[9]
  - Farewell (2002)[10]

## I
- Jacques Ibert
  - Étude-Caprice pour un tombeau de Chopin (1949)
  - Ghirlarzana (1950)
- Yoshirō Irino (1921–1980)
  - Three Movements (1969)

## J
- Karl Jenkins
  - Benedictus - The Armed Man (2001)
- Jan Jirásek (en)
  - Dilema (1987)
- Ben Johnston
  - Toccata pfuor Laurien Laufman (1984)
- Betsy Jolas
  - Scion (1974)
  - Episode cinquième (1983)
- André Jolivet
  - Suite en concert (1965)
- Christian Jost (en)
  - Laulos (2005)
- Gordon Jacob
  - Serenade
  - Divertimento
- Jurgis Juozapaitis
  - Sonata for solo cello

## K
- Dmitri Kabalevski
  - Études in Major and Minor, Op. 68 (1961)
- Mauricio Kagel
  - Unguis incarnatus est
  - Siegfriedp‘  (1971)
- Guia Kantcheli
  - Having Wept for solo cello (1994)
- Nikolai Kapustin
  - Introduction and Scherzino pour violoncelle seul, Op. 93 (1999)
  - Suite pour violoncelle seul, Op. 124 (2004)
- Faradzh Karayev
  - Terminus pour violoncelle seul (1985)
- Hugo Kauder (en)
  - Suite  (1925)
  - Second Suite  (1924)
- Fredrick Kaufman
  - Inner Sanctum (1999)
- Jin Hi Kim (en)
  - Kee Maek #4 (1995)
- Volker David Kirchner
  - Und Salomo sprach (‘’And Salomo spoke”) (1987)
  - Aus dem Buch der Konige 3 méditations (2000)
  - Threnos (écrit pour la Feuermann Competition 2006)
- Aram Khachaturian
  - Sonata-Fantasy in C major, Op. 104 (1974)
- Adam Khudoyan (en)
  - Sonata nº 1 (1961)
  - Sonata nº 2 Elegaic (1984)
  - Sonata nº 3 Pathetic (1993)
- Julius Klengel
  - Suite in D-minor, Op. 56
  - Caprice in the Form of a Chaconne (avec l'utilisation libre d'un thème de Robert Schumann), Op. 43
- Aleksandr Knaifel
  - Lamento pour violoncelle seul (1967)
  - Capriccio pour violoncelle seul (1994)
- Zoltán Kodály
  - Sonate pour violoncelle seul, Op. 8 (1915)
  - Capriccio (1915)
- Nikolai Korndorf
  - Passacaglia (1997)
- Irena Kosíková
  - Stopy (2004)
- Ernst Krenek
  - Suite, Op. 84 (1942)
- Hanna Kulenty (en)
  - Still Life with a Cello (1998)
- Khristofer Kushnaryov
  - Sonata pour violoncelle seul (1932)
- Mati Kuulberg
  - Concerto-Sonata pour violoncelle seul (1973)

## L
- Sophie Lacaze
  - Variations sur quatre haïkus (2009)
- Ezra Laderman
  - Partita (1972)
  - A Single Voice (1995, écrit pour Tanya Anisimova)
  - Fantasy (1998)
  - A Single Line (2004)
- Frank La Rocca (en)
  - Secret Thoughts (1986)[11]
- Henri Lazarof
  - Momenti (1987)
- Claude Ledoux
  - Le Songe trouble de l'orchidée (1994)
  - 12 Studies - First book (1994)
- Benjamin Lees
  - Night Spectres (2000)
- Kenneth Leighton
  - Sonata, Op. 52 (1967)
- Tania León
  - 4 Pieces (1981)
- Milcho Leviev (en)
  - Reflected Meditation (1980)
  - Polka d'Augsburg (1998)
- György Ligeti
  - Sonata (1948–1953)
- Magnus Lindberg
  - Stroke (1984)
  - Partia (2001)
- Franz Liszt
  - Sonate en si mineur pour violoncelle seul (transcription de Johann Sebastian Paetsch)
- Vassily Lobanov
  - Sonate for pour violoncelle solo (1963)
  - Fantasie, Op. 48 (1987)
- Pietro Locatelli
  - Il laberinto armonico (transcription de Rohan de Saram)
- Alvin Lucier
  - Indian Summer (1993)
- Witold Lutosławski
  - Variation Sacher (1975; pour Paul Sacher)

## M
- Peter Machajdík
  - Ponor (2019) [12]
  - Wolds (2019) [13]
  - Lullaby (1999) [14]
- Olga Magidenko
  - Site of the Heart, Op. 60 (1998)
- Enrico Mainardi
  - Sonata breve (1942)
  - Sonata (1959)
- Ivo Malec
  - Arco-1 (1987)
- Vitold Malishevsky
  - Suite
- Pamela J. Marshall (en)
  - Soliloquy
- Donald Martino
  - Parisonatina Al’Dodecafonia (1964)
- Tauno Marttinen
  - Impression, Op. 140 (1978)
- Colin Matthews
  - Palinode (1992)
- David Matthews
  - Fantasia, Op. 8 (1971)
  - Songs and Dances of Mourning, Op. 12 (1976)
  - Journeying Songs, Op. 95 (2004)
- Rudolf Matz (en)
  - 11 Caprices
  - Ombres et lumières (Lights and Shadows)
  - Suite in C major
  - Tema con Variazioni
- Toshirō Mayuzumi
  - Bunraku (1960)
- John McCabe
  - Partita (1966)
- Alfred Mendelssohn (en)
  - Suite (1960)
- Usko Meriläinen (en)
  - Arabesques (1964)
- Krzysztof Meyer
  - Sonata (1964)
  - Moment musical (1976)
  - Monologue (1990)
- Eric Moe (en)
  - The Lone Cello (1998) pour violoncelle seul
- Robert Moevs
  - Heptachronon (1969)
- Roberto Molinelli
  - Crystalligence (commandé par Enrico Dindo) (2005)
- Robert Muczynski
  - Gallery: Suite (on paintings of Charles E. Burchfield) (1966)
- Isabel Mundry
  - Komposition (1992/93)
  - Komposition (1997)

## N
- Florie Namir
  - Rolling, fantasia for cello solo (2004)
- Lior Navok
  - Fantasy (1998)
- Arkady Nesterov
  - Sonata pour violoncelle seul
- Anders Nilsson
  - Cellofantasie (2010)
- Joaquin Nin-Culmell
  - Suite
- Akira Nishimura
  - Threnody (1998)
- Arne Nordheim
  - Clamavi (1980)

## O
- Mark O'Connor
  - Appalachia Waltz (transcription par le compositeur de la version originale pour violon seul)
- Mikhail Osokin
  - Sonata pour violoncelle seul
- Terry Winter Owens
  - Cellestial Music, Book 1 (2003)

## P
- Younghi Pagh-Paan
  - AA-GA I (1984)
- Hilda Paredes
  - Zuhuy Kak (1997)
- Robert Parris (en)
  - Fantasy and Fugue (1954)
- Boris Parsadanjan
  - Sonate pour violoncelle seul (1973)
- Paul Patterson
  - Suite, Op. 62
- Sergueï Pavlenko
  - Sonate pour violoncelle seul (1983)
- Krzysztof Penderecki
  - Capriccio per Siegfried Palm (1968)
  - Per Slava (1986)
  - Divertimento (1994)
- George Perle
  - Cello Sonata (1947)
  - Hebrew Melodies
- Vincent Persichetti
  - Sonate pour violoncelle seul, Op. 54
- Carlo Alfredo Piatti
  - 12 Caprices, Op. 25 1 en sol mineur: Allegro quasi presto 2 en mi bémol majeur: Andante religioso 3 en si bémol majeur: Moderato 4 en ré mineur: Allegretto 5 en fa majeur: Allegro comodo 6 en la bémol majeur: Adagio largamente 7 en ut majeur: Maestoso 8 en la mineur: Moderato ma energico 9 en ré majeur: Allegro 10 en si mineur: Allegro deciso 11 en sol majeur: Adagio. Allegro 12 en mi mineur: Allegretto

- Capriccio sur la cavatine I tuoi frequenti palpiti de Niobe’ par Giovanni Pacini, Op. 22
- Gregor Piatigorsky
  - Syrinx
  - A Stroll
- Astor Piazzolla
  - 6 Études Tango (arr. Karttunen)
- Wolfgang Plagge (en)
  - Jakobsstigen, Op. 20 : Fantasy (1983)
  - Music , Op. 54 (1990)
- Peteris Plakidis
  - Deux Variations pour violoncelle seul (1976)
- Robert H.P. Platz (en)
  - Senko-hana-bi (In Yoshitake's garden) (1997–2000)
- Conrad Pope (en)
  - Sonata for Violoncello alone (1972)
- David Popper
  - Hohe Schule des Violoncello-Spiels, op. 73 (1901-1905)
- Gerhard Präsent (en)
  - A Rayas pour violoncelle seul (2001-02)
- Sergueï Prokofiev
  - Sonate pour violoncelle seul, Op. 133 (1953) (inachevée; complétée par Blok en 1996)
  - March from Music for Children, Op. 65 - (éd. Piatigorsky)

## R
- Nikolai Rakov
  - Waltz pour violoncelle seul
- Shulamit Ran
  - Fantasy Variations (2003)
- Alexander Raskatov
  - Dramatic Games pour violoncelle seul (1979)
  - Kyrie Eleison (1992)
- Einojuhani Rautavaara
  - Sonata, Op. 46 (1969)
- Max Reger
  - 3 Suites, Op. 131c (1914)
    - Suite nº 1 in G major
    - Suite nº 2 in D minor
    - Suite nº 3 in A minor
- Aribert Reimann
  - Solo II (1981)
- Phillip Rhodes
  - Three Pieces
- Alan Ridout
  - Partita (1959)
- Wolfgang Rihm
  - Great (1972)
- Joaquín Rodrigo
  - Como una fantasía (1979)
- Scott Roller (en)
  - Mutamusic (1983)
- Ned Rorem
  - After Reading Shakespeare Nine movements alone (écrit pour Sharon Robinson; 1980)
- Hilding Rosenberg
  - Intermezzo (1974)
- Miklós Rózsa
  - Toccata capricciosa, Op. 36 (1979; en mémoire de Piatigorsky)
- Edmund Rubbra
  - Improvisation, Op. 124 (pub. 1967)
- Peter Ruzicka
  - Sonata, Op. 9 (1969)
  - Stille Four Epilogues (1976)

## S
- Kaija Saariaho
  - Petals (1988)
  - Près (1992)
  - Spins & Spells (1997)
  - Sept Papillons (2000)
- Aulis Sallinen
  - Elegy for Sebastian Knight, op. 10 (1964)
  - Sonata, Op. 26 (1971)
- Vadim Salmanov
  - Monologue pour violoncelle seul (1970)
- Esa-Pekka Salonen
  - Yta III (1987)
- David S. Sampson (en)
  - Three Arguments pour violoncelle non accompagné (1993)
- Ruben Sarkisjan
  - Cercio Ceclamando (Cycle of Declamations) pour violoncelle seul (2001)
- Ahmet Adnan Saygun
  - Partita, Op. 31 (1954)
- Robert Saxton
  - Sonata on a Theme of Sir William Walton (1999)
- Giacinto Scelsi
  - Triphon (1956)
  - Trilogie (1957/65)
  - Voyages (1985)
  - Maknongan (1976)
- Gerhard Schedl (en)
  - Aus Zwei Stücke aus der Schatz-Truhe
- Peter Schickele (P. D. Q. Bach)
  - Vermillion Suite (1987)
  - Suite nº 1 All By Its Lonesome
  - Suite nº 2 All By Its Lonesome
- Josef Schillinger
  - Dance Suite pour violoncelle seul, Op.20 (1928)
- Thomas Daniel Schlee (en)
  - Three Signs, Op. 53 (2002)
- Artur Schnabel (1882–1951)
  - Sonata (en quatre mouvements) (1931)
- Alfred Schnittke
  - Klingende Buchstaben (Sounding Letters) (1988)
  - Madrigal in Memoriam Oleg Kagan (1990)
  - Improvisation (1993)
- Franz Schubert
  - Erlkönig - Le Roi des Aulnes (The Erlking or Elf King; adapté en 1890 par Bernhard Cossmann
- Gunther Schuller
  - Fantasy, Op. 19 (1960)
- Salvatore Sciarrino
  - Due Studi (1947)
  - Ai Limiti Della Notte (1984)
- Peter Sculthorpe
  - Requiem (1979)
  - Threnody (en mémoire de Stuart Challender) (1991)
  - Into the Dreaming (1993)
  - Tailitnama Song (1997)
- Roger Sessions
  - Six Pieces (1966)
- Rodion Shchedrin
  - Russian Tunes pour violoncelle seul, Op.79 (1990)
- Alexander Shchetynsky (en)
  - Sonata (2001)
- Bright Sheng
  - Diu Diu Dong (Seven Tunes Heard in China) (1995)
- Rodion Chtchedrine
  - Russian Tunes (Russkie Naigryshi), Op. 79 (1990)
- Makoto Shinohara (en)
  - Evolution (1986–90)
- Jean Sibelius
  - Theme and Variations in D minor (écrit en 1887, découvert en 1995)
- Sergei Slonimsky
  - 3 Pieces pour violoncelle seul (1964)
- Haskell Small (en)
  - Suite
- Dmitri Smirnov
  - Monogram, Op. 58A (1990)
  - Elegy in memory of Edison Denisov, Op. 97a (1997)
  - Family Portrait, Op. 108 (1998)
  - Postlude in memory of Alfred Schnittke, Op. 112A (2000)
  - Bagatelle, Op. 128A (2001)
  - Saga to S.A. Gubaidulina, Op. 130 (2001)
- Naresh Sohal (en)
  - Monody (1976)
  - Shades III
  - Shades IV (1983)
- Giovanni Sollima
  - La luna (1986)
  - 6 Caprices (1987)
  - Segno (1992)
  - Anno uno (1993)
  - The Songlines (1993)
  - Lamentatio (1998)
  - Pasolini fragments (1998)
  - Alone (1999)
- Halsey Stevens (en)
  - Sonata (cinq mouvements - Introduction, Ciaccona, Scherzo, Notturno, Finale) (1958)
- Steven Stucky
  - Dialoghi pour violoncelle seul (2006)
- Mark Summer (en)
  - Julie-O
- Viktor Suslin (en)
  - Chanson contre raison Sonata (1984)
  - Schatz-insel (1990)
- Randall Svane
  - Suite nº 1 (1979)
  - Suite nº 2 (1982)
  - Suite nº 3 (1988)

## T
- Emil Tabakov
  - Bis (1982)
- Giuseppe Tartini
  - L'Arte dell'Arco (L'Art de l'archet) 50 variations sur la Gavotte Op.5, nº 10 de Corelli (1758) (transcription de Paul Bazelaire)
- John Tavener
  - Thrinos (1990)
  - Chant (1995)
- Boris Tchaïkovski
  - Suite  (en six mouvements) (1946)
  - Suite in five movements (1960)
- Alexandre Tcherepnine
  - Suite, Op. 76 (1946)
- James Tenney
  - Cellogram pour Joel Krosnick (1971)
- Dimitri Terzakis (en)
  - Omega 1 (1978)
  - Dialog der Seele mit ihrem Schatten (1991; pour Siegfried Palm)
- Augusta Read Thomas
  - Spring Song (1995)
- Tôn-Thât Tiêt
  - Bois terre
- Boris Tichtchenko
  - Sonate nº 1, Op. 18 (1960)
  - Sonate nº 2, Op. 76 (1979)
- Ernst Toch
  - Impromptu en trois mouvements, Op. 90c (1963)
- Javier Torres Maldonado
  - Tiento (2000; aussi version pour violoncelle et électronique, 2003)
- Paul Tortelier
  - Suite en ré mineur (1944)
- Donald Tovey
  - Solo Cello Sonata in D, Op. 50
- Adrien Tsilogiannis
  - Bleu Asse, Op.55 (2022)
  - Citations et scholies, Op.58 (2023)
- Sulkhan Tsintsadze
  - Chonguri (Tchonguri) (1978)
  - Sonata (1975)

## U
- Chinary Ung (en)
  - Kshe Buon (1981)
- Erich Urbanner
  - Reminiszenzen (2005)

## V
- Fabio Vacchi
  - In alba mia,dir... (1995)
- Pēteris Vasks
  - Gramata cellam (Das Buch) (1978)
- Sándor Veress
  - Sonata (1935)[15]
- Carl Vine
  - Inner World (1994)
- Param Vir (en)
  - Flame (1997)
- Giovanni Battista Vitali
  - Partite per il Violone (1680)
  - Partita sopra diverse Sonate
- Vladimir Vlasov
  - Ballade pour violoncelle seul
  - Improvisation pour violoncelle seul
- Wladimir Vogel
  - Poeme (1974)

## W
- Wolfram Wagner (en)
  - Sonata, Op. 31 (1990)
- Gwyneth Walker (en)
  - In Memoriam (1980)
- William Walton
  - Passacaglia (1980)
- Rodney Waschka II (en)
  - Ravel Remembers Fascism (1991)
- Graham Waterhouse
  - Three Pieces for Solo Cello, Op. 28 (1992)
  - Threnody (2002)
  - in nomine for cello solo (2013)
- Ben Weber
  - Dance, Op. 28 (1948)
  - Dance, Op. 31 (1949)
- Mieczysław Weinberg (ou Vainberg)
  - Sonate pour violoncelle seul nº 1, Op. 72 (1960)
  - Sonate pour violoncelle seul nº 2, Op. 86 (1965)
  - Sonate pour violoncelle seul nº 3, Op. 106 (1971)
  - Sonate pour violoncelle seul nº 4, Op. 140 (1986)
  - Twenty-four Preludes, Op. 100 (1968)[16]
- Egon Wellesz
  - Cello Sonata, Op. 31 (1920)
  - Suite op. 39 (1924)[17]
- Richard Wernick
  - Suite nº 1 (2003)
  - Suite nº 2 (2007)
- David Wilde (en)
  - The Cellist of Sarajevo - A Lament in Rondo Form, Op. 12
- Adrian Williams (en)
  - Solo Cello Sonata (1976–77)
- John Williams
  - Three Pieces  (2001)
- Richard Edward Wilson (en)
  - Lord Chesterfield to his Son (1987)
  - Music  (1971)
- Stefan Wolpe
  - Piece Alone (1966)
- Charles Wuorinen
  - Cello Variations I to Fred Sherry (1970)
  - Cello Variations II (1975)
  - Cello Variations III (1997)

## X
- Iannis Xenakis
  - Kottos (1977)
  - Nomos Alpha (1966)

## Y
- James Yannatos (en)
  - Sonata
- Yehuda Yannay (en)
  - I can't fathom it... and projections (1993)
  - Tangoul Morṭii (Tango of Death) (1997)
- Eugène Ysaÿe
  - Sonate pour violoncelle, Op. 28 (1924)
- Isang Yun
  - Glissées (1970) pour Siegfried Palm[18]
  - Seven Etudes (1993)
- Ludmilla Yurina
  - Irrlicht pour violoncelle seul (2000)
- Iraida Yusupova
  - Dreams' Music pour violoncelle seul (1990)

## Z
- Edson Zampronha (en)
  - Elegia and electroacoustics (2009)
  - Two Takes (2008)
  - Toccata (1989)
- Bernd Alois Zimmermann
  - Sonata (1959–60)
  - Short Studies (4)  (1970)
- Sergei Zhukov
  - Sonata-Capriccio pour violoncelle seul (1980)
  - Paraphrase on van Eyck's poem De Tuinman en de Dood pour violoncelle seul (2003)
- Vassily Zverev
  - Sonata-Fantasy pour violoncelle seul